# الرادف (وشحة)

تعديل مصدري - تعديل

الرادف هي إحدى قرى عزلة بنى سعد بمديرية وشحة التابعة لمحافظة حجة، بلغ تعداد سكانها 313 نسمة حسب تعداد اليمن لعام 2004.